# Пам'ятки архітектури національного значення Сумської області
| № п/п                 | Найменування пам'ятки                                | Датування         | Місцезнаходження               | Охоронний номер та номер у комплексі |
| --------------------- | ---------------------------------------------------- | ----------------- | ------------------------------ | ------------------------------------ |
| м. Суми               |                                                      |                   |                                |                                      |
| 1                     | Спасо-Преображенський собор (мур.)                   | 1776-1892 рр.     | вул.Соборна, 31                | 617 0                                |
| 2                     | Іллінська церква (мур.)                              | 1836-1851 рр.     | вул.Іллінська, 10/45           | 618 0                                |
| 3                     | Воскресенська церква (мур.)                          | 1702 р.           | пл.Незалежності,19             | 619 1                                |
| 4                     | Дзвіниця Воскресенської церкви (мур.)                | 1906 р.           | пл.Незалежності,19             | 1531 2                               |
| 5                     | Троїцька церква (мур.)                               | 1901-1914 рр.     | вул.Троїцька, 34               | 1530 0                               |
| 6                     | Петропавлівська церква (мур.)                        | 1851 р.           | вул.Петропавлівська(кладовище) | 1532 0                               |
| 7                     | Резиденція архієрея (мур.)                           | 1915 р.           | вул.Роменська                  | 1533 0                               |
| 8                     | Пантелеймонівська церква (мур.)                      | 1915 р.           | вул.Роменська                  | 1533 1                               |
| 9                     | Архієрейський корпус (мур.)                          | 1915 р.           | вул.Роменська                  | 1533 2                               |
| 10                    | Садиба Штеричевої в Басах (мур.)                     | п.19-п.20 ст.     | вул.Санаторна, 1               | 1542 0                               |
| 11                    | Головний будинок (мур.)                              | п.19-п.20 ст.     | вул.Санаторна, 1               | 1542 1                               |
| 12                    | Флігель (мур.)                                       | п.19 ст.          | вул.Санаторна, 1               | 1542 2                               |
| 13                    | Господарський флігель (мур.)                         | п.19 ст.          | вул.Санаторна, 1               | 1542 3                               |
| 14                    | Парк                                                 | 19 ст.            | вул.Санаторна, 1               | 1542 4                               |
| 15                    | Головний корпус Державного банку (мур.)              | п.20 ст.          | пл.Покровська, 1               | 37-Н 0                               |
| 16                    | Земська управа (мур.)                                | 1886 р.           | вул.Г.Кондратьєва, 2           | 38-Н 0                               |
| 17                    | Іоанно-Предтеченська церква (мур.)                   | 1837 р.           | вул.Родини Линтавревих, 87     | 39-Н 0                               |
| 18                    | Садиба Асмолова з дендропарком (мур.)                | д.п.19 ст.        | пл.Троїцька, 14                | 40-Н 0                               |
| 19                    | Головний будинок садиби Асмолова (мур.)              | д.п.19 ст.        | пл.Троїцька, 14                | 40-Н 1                               |
| 20                    | Парк                                                 | д.п.19 ст.        | пл.Троїцька, 14                | 40-Н 2                               |
| 21                    | Садиба Лінтварьових на Луці (мур.)                   | к.18-п.19 ст.     | вул.Чехова, 79, 92             | 41-Н 0                               |
| 22                    | Головний будинок садиби Лінтварьових (мур.)          | к.18-п.19 ст.     | вул.Чехова, 92                 | 41-Н 1                               |
| 23                    | Східний флігель садиби Лінтварьових (мур.)           | п.19 ст.          | вул.Чехова, 92                 | 41-Н 2                               |
| 24                    | Західний флігель садиби Лінтварьових (дер.)          | 1820-i рр.        | вул.Чехова, 92                 | 41-Н 3                               |
| 25                    | СадибаП.I.Харитоненка (мур.)                         | 1880-1910 рр.     | вул.Троїцька, 4                | 42-Н 0                               |
| 26                    | Головний будинок (мур.)                              | 1890-i рр.        | вул.Троїцька, 4                | 42-Н 1                               |
| 27                    | Головна контора маєтків П.I.Харитоненка (мур.)       | 1910-i рр.        | вул.Троїцька, 4                | 42-Н 2                               |
| 28                    | Службовий корпус (мур.)                              | 1910-i рр.        | вул.Троїцька, 4                | 42-Н 3                               |
| 29                    | Сумський Михайлівський кадетський корпус (мур.)      | 1903 р.           | вул.Г.Кондратьєва, 149         | 43-Н 0                               |
| 30                    | Головний навчальний корпус (мур.)                    | 1903 р.           | вул.Г.Кондратьєва, 149         | 43-Н 1                               |
| 31                    | Будинок начальника корпусу (мур.)                    | 1903 р.           | вул.Г.Кондратьєва, 149         | 43-Н 2                               |
| 32                    | Амбулаторія (мур.)                                   | 1903 р.           | вул.Г.Кондратьєва, 149         | 43-Н 3                               |
| 33                    | Лазарет (мур.)                                       | 1903 р.           | вул.Г.Кондратьєва, 149         | 43-Н 4                               |
| 34                    | Котельня (мур.)                                      | 1903 р.           | вул.Г.Кондратьєва, 149         | 43-Н 5                               |
| 35                    | Стайня (мур.)                                        | 1903 р.           | вул.Г.Кондратьєва, 149         | 43-Н 6                               |
| 36                    | Житлові корпуси NN 8,9,10,13 (мур.)                  | 1903 р.           | вул.Г.Кондратьєва, 149         | 43-Н 7                               |
| Білопільський район   |                                                      |                   |                                |                                      |
| 1                     | Садиба Куколь-Ясно-польських (мур.)                  | к.18-п.19 ст.     | с.Куянівка                     | 1536 0                               |
| 2                     | Садибний будинок (мур.)                              | 1812-1814 рр.     | с.Куянівка                     | 1536 1                               |
| 3                     | Парк                                                 | к.18 ст.          | с.Куянівка                     | 1536 2                               |
| 4                     | Церква Св.Іоанна Воїна (мур.)                        | 1812 р.           | с.Куянівка                     | 45-Н 0                               |
| Глухівський район     |                                                      |                   |                                |                                      |
| м. Глухів             |                                                      |                   |                                |                                      |
| 1                     | Миколаївська церква (мур.)                           | 1693 р.           | пл.Соборна, 1                  | 629 0                                |
| 2                     | Київська брама (мур.)                                | 1766-1769 рр.     | вул.Києво-Московська, 1        | 630 0                                |
| 3                     | Спасо-Преображенська церква (мур.)                   | 1765 р.           | вул.Спаська, 7                 | 1538 0                               |
| 4                     | Анастасіївська церква (мур.)                         | 1884-1893 рр.     | вул.Спаська, 7                 | 1537 0                               |
| 5                     | Вознесенська церква (мур.)                           | 1767-1867 рр.     | Вознесенське кладовище         | 46-Н 0                               |
| 6                     | Дворянське зібрання (мур.)                           | 1811 р.           | вул.Терещенків, 80             | 47-Н 0                               |
| 7                     | Будинок М.М.Неплюєва (мур.)                          | п.19 ст.          | вул.Києво-Московська, 37       | 48-Н 0                               |
| 8                     | Повітове і міське земство (мур.)                     | 1912-1915 рр.     | вул.Києво-Московська, 45       | 49-Н 0                               |
| 9                     | Гуманітарно-просвітницький комплекс                  | 19 ст.            | вул.Києво-Московська, 24       | 50-Н 0                               |
| 10                    | Учительський інститут (мур.)                         | 1874 р.           | вул.Києво-Московська, 24       | 50-Н 1                               |
| 11                    | Навчальний корпус чоловічої гімназії (мур.)          | 1898 р.           | вул.Києво-Московська, 24       | 50-Н 2                               |
| 12                    | Пансіон чоловічої гімназії (мур.)                    | 1898 р.           | вул.Києво-Московська, 24       | 50-Н 3                               |
| 13                    | Садибний будинок А.Терещенка (мур.)                  | 1866 р.           | вул.Терещенків, 47             | 51-Н 0                               |
| 14                    | Покровська церква (мур.)                             | 1771 р.           | с.Годунівка                    | 52-Н 0                               |
| 15                    | Миколаївська церква (мур.)                           | 1796 р.           | с.Полошки                      | 53-Н 0                               |
| 16                    | Миколаївська церква (мур.)                           | 1743-1757 рр.     | с.Сваркове                     | 54-Н 0                               |
| 17                    | Миколаївська церква (мур.)                           | 1796 р.           | с.Сопич                        | 55-Н 0                               |
| Конотопський район    |                                                      |                   |                                |                                      |
| м. Конотоп            |                                                      |                   |                                |                                      |
| 1                     | Садиба генерала М.Драгомирова (зміш.)                | с.19 ст.          | вул.Драгомирова,18             | 56-Н 0                               |
| 2                     | Головний будинок (мур.)                              | с.19 ст.          | вул.Драгомирова,18             | 56-Н 1                               |
| 3                     | Флігель і служби садиби М.І. Драгомирова (зміш.)     | с.19 ст.          | вул.Драгомирова,18             | 56-Н 2                               |
| 4                     | Садиба княгині Львової (мур.)                        | 1745-1783 рр.     | с.Бочечки                      | 57-Н 0                               |
| 5                     | Палац (мур.)                                         | 1783 р.           | с.Бочечки                      | 57-Н 1                               |
| 6                     | Парк                                                 | 1745 р.           | с.Бочечки                      | 57-Н 2                               |
| Краснопільський район |                                                      |                   |                                |                                      |
| 1                     | Воскресенська церква (мур.)                          | 1808 р.           | с.Великий Бобрик               | 632 0                                |
| 2                     | Троїцька церква (мур.)                               | 1808-1843 рр.     | с.Славгород                    | 633 0                                |
| Лебединський район    |                                                      |                   |                                |                                      |
| м. Лебедин            |                                                      |                   |                                |                                      |
| 1                     | Воскресенська церква (дер.)                          | 1789 р.           | вул.Кобижча, 121               | 631 0                                |
| 2                     | Успенський собор (мур.)                              | 1759-1775 рр.     | с.Межиріч                      | 44-Н 0                               |
| Охтирський район      |                                                      |                   |                                |                                      |
| м. Охтирка            |                                                      |                   |                                |                                      |
| 1                     | Ансамбль Покровського собору (мур.)                  | 1753-1825 рр.     | вул.Пушкінська, 1              | 626 0                                |
| 2                     | Покровський собор (мур.)                             | 1753-1768 рр.     | вул.Пушкінська, 1              | 626 1                                |
| 3                     | Введенська церква-дзвіниця (мур.)                    | 1784 р.           | вул.Пушкінська, 1              | 627 2                                |
| 4                     | Церква Різдва Христового (мур.)                      | 1825 р.           | вул.Пушкінська, 1              | 628 3                                |
| 5                     | Михайло-Архангельська церква (мур.)                  | 1884 р.           | вул.Сумська                    | 1534 0                               |
| 6                     | Дзвіниця Охтирського Троїцького монастиря (мур.)     | 1741 р.           | с.Чернеччина                   | 58-Н 0                               |
| Путивльський район    |                                                      |                   |                                |                                      |
| м. Путивль            |                                                      |                   |                                |                                      |
| 1                     | Церква Миколи Козацького (мур.)                      | 1735-1770 рр.     | вул.Першотравнева, 68          | 620 0                                |
| 2                     | Святодухів монастир (мур.)                           | 1617-1754 рр.     | вул.Соборна, 45                | 621 0                                |
| 3                     | Святодухів (Спасо-Преображенський) собор (мур.)      | 1617-1693 рр.     | вул.Соборна, 45                | 621 1                                |
| 4                     | Хрестовоздвиженська надбрамна церква-дзвіниця (мур.) | 1697-1754 рр.     | вул.Соборна, 45                | 621 2                                |
| 5                     | Мур з брамою (мур.)                                  | 17-19 ст.         | вул.Соборна, 45                | 621 3                                |
| 6                     | Мовчанський монастир (мур.)                          | п.17-к.19 ст.     | вул.Монастирська               | 622 0                                |
| 7                     | Собор Різдва Богородиці (мур.)                       | 1602 р.- к.19 ст. | вул.Монастирська               | 622 1                                |
| 8                     | Дзвіниця (мур.)                                      | 1602-1700 рр.     | вул.Монастирська               | 622 2                                |
| 9                     | Оборонний мур з наріжною баштою (мур.)               | 1602 р.           | вул.Монастирська               | 622 3                                |
| 10                    | Церква Різдва Іоанна Предтечі (мур.)                 | 1866-1869 рр.     | вул.Монастирська               | 104-См 4                             |
| 11                    | Настоятельський корпус (мур.)                        | д.п.18 ст.        | вул.Монастирська               | 104-См 5                             |
| 12                    | Трапезна (мур.)                                      | 18-19 ст.         | вул.Монастирська               | 104-См 6                             |
| 13                    | Корпус господарського двору (мур.)                   | 19 ст.            | вул.Монастирська               | 104-См 7                             |
| 14                    | Оборонний мур зовнішньої лінії фортифікацій          | 1621 р.           | вул.Монастирська               | 104-См 8                             |
| 15                    | Просфорня                                            | 19 ст.            | вул.Монастирська               | 104-См 9                             |
| 16                    | Братський корпус                                     | 19 ст.            | вул.Монастирська               | 104-См 10                            |
| 17                    | "Золоті ворота " (мур.)                              | 1829-1830 рр.     | с.Волокитине                   | 1540 0                               |
| Роменський район      |                                                      |                   |                                |                                      |
| м. Ромни              |                                                      |                   |                                |                                      |
| 1                     | Вознесенська церква (мур.)                           | 1795-1895 рр.     | вул.Соборна, 16                | 623 1                                |
| 2                     | Дзвіниця Вознесенської церкви (мур.)                 | 1753-1895 рр.     | вул.Соборна, 16                | 623 2                                |
| 3                     | Святодухівський собор (мур.)                         | 1689 р.           | пл.Базарна, 15                 | 624 0                                |
| 4                     | Василівська тепла церква (мур.)                      | 1751-1867 рр.     | пл.Базарна, 15                 | 1535 2                               |
| 5                     | Повітовий шпиталь (мур.)                             | 1824-1826 рр.     | бульв.Московський, 29          | 59-Н 0                               |
| 6                     | Головний корпус (мур.)                               | 1824-1826 рр.     | бульв.Московський, 29          | 59-Н 1                               |
| 7                     | Флігелі (мур.)                                       | 1824-1826 рр.     | бульв.Московський, 29          | 59-Н 2                               |
| 8                     | Огорожа з кордегардіями (мур.)                       | 1824-1826 рр.     | бульв.Московський, 29          | 59-Н 3                               |
| 9                     | Миколаївська церква (мур.)                           | 1791-1794 рр.     | с.Глинськ                      | 60-Н 0                               |
| 10                    | Церква Іоанна Богослова (дер.)                       | 1776 р.           | с.Плавинище                    | 61-Н 0                               |
| 11                    | Церква Різдва Христового (дер.)                      | 1764 р.           | с.Ріпки                        | 62-Н 0                               |
| 12                    | Троїцька церква (дер.)                               | 1773 р.           | с.Пустовойтівка                | 1541 0                               |
| Сумський район        |                                                      |                   |                                |                                      |
| 1                     | Палацо-парковий ансамбль                             | к.19 ст.          | смт.Кияниця                    | 1543 0                               |
| 2                     | Головний будинок (мур.)                              | 1890 р..          | смт.Кияниця                    | 1543 1                               |
| 3                     | Парковий міст (мур.)                                 | 1890 р..          | смт.Кияниця                    | 1543 2                               |
| 4                     | Парк                                                 | 19 ст.            | смт.Кияниця                    | 1543 3                               |
| 5                     | Садиба графа Камбурлея                               | к.18 ст.          | смт.Хотінь                     | 1544 0                               |
| 6                     | Флігелі (мур.)                                       | 1790-i рр.        | смт.Хотінь                     | 1544 1                               |
| 7                     | Парк                                                 | к.18 ст.          | смт.Хотінь                     | 1544 2                               |
| 8                     | Миколаївська церква (мур.)                           | 1793-1806 рр.     | с.Юнаківка                     | 1545 0                               |
| Тростянецький район   |                                                      |                   |                                |                                      |
| м. Тростянець         |                                                      |                   |                                |                                      |
| 1                     | Садиба Л.Кеніга                                      | 18-19 ст.         | вул.Миру, 14,16,20             | 1546 0                               |
| 2                     | Головний будинок (мур.)                              | к.18 ст.-1870 р.  | вул.Миру, 16                   | 1546 1                               |
| 3                     | Круглий двір (мур.)                                  | 1820-i рр.        | вул.Миру, 20                   | 1547 2                               |
| 4                     | Парк "Нескучне"                                      | п.19-п.20 ст.     | вул.Нескучанська, 5            | 1548 0                               |
| 5                     | Будинок управителя (мур.)                            | 1911 р.           | вул.Нескучанська, 5            | 1548 1                               |
| 6                     | Господарський флігель (мур.)                         | 1911 р.           | вул.Нескучанська, 5            | 1548 2                               |
| 7                     | Грот Німф (мур.)                                     | 1809 р.           | вул.Нескучанська, 5            | 1548 3                               |
| 8                     | Вознесенська церква (мур.)                           | 1903-1913 рр.     | вул.Козацька, 53               | 1550 0                               |
| 9                     | Благовіщенська церква (мур.)                         | 1744-1750 рр.     | вул.Калиновського              | 1551 0                               |
| 10                    | Церква Різдва Богородиці (мур.)                      | 1805 р.           | с.Кам'янка                     | 63-Н 0                               |
| Шосткинський район    |                                                      |                   |                                |                                      |
| 1                     | Михайлівська церква (мур.)                           | 1776-1781 рр.     | смт.Вороніж                    | 1552 0                               |
| 2                     | Гамаліївський Харлампіїв монастир (мур.)             | 18 ст.            | с.Гамаліївка                   | 1553 0                               |
| 3                     | Собор Різдва Богородиці (мур.)                       | 1714-1735 рр.     | с.Гамаліївка                   | 1553 1                               |
| 4                     | Харлампіївська тепла церква (мур.)                   | 1714 р.           | с.Гамаліївка                   | 1553 2                               |
| 5                     | Корпус келій (мур.)                                  | 1714-1834 рр.     | с.Гамаліївка                   | 1553 3                               |
| 6                     | Покровська церква (дер.)                             | 1777 р.           | с.Пирогівка                    | 1554 1                               |
| 7                     | Дзвіниця Покровської церкви (дер.)                   | к.18 ст.          | с.Пирогівка                    | 1554 2                               |
|                       |                                                      |                   |                                |                                      |